# Васильчиков, Николай Васильевич
Никола́й Васи́льевич Васи́льчиков (1781—1849) — генерал-майор, действительный статский советник, орловский губернатор (1837—1841).
Младший брат И. В. Васильчикова и Д. В. Васильчикова.

## Биография
Родился в 1781 году в дворянской семье Санкт-Петербургской губернии.  В 1784 году был записан сержантом в лейб-гвардии Измайловский полк, 8 февраля 1796 года переведён вахмистром в Конный лейб-гвардии полк, 15 ноября 1796 года получил чин корнета. Поручик с 8 апреля 1799 года, штабс-ротмистр с 9 июля 1799 года, ротмистр с 29 сентября 1801 года, 4 сентября 1802 года произведён в полковники и определён в Орденский кирасирский полк.

Участвовал в Русско-австро-французской войне (1805 г.) и Русско-прусско-французской войне (1806—1807 гг.), за отличие при Голымине награждён орденом Святого Владимира 4-й степени с бантом, за Янков — орденом Святого Владимира 3-й степени, за Прейсиш-Эйлау награждён 26 апреля 1807 года орденом Святого Георгия 4-го класса 
в воздаяние отличного мужества и храбрости, оказанных в сражении против французских войск 26 и 27 января при Прейсиш-Эйлау, где, подкрепляя с Псковским драгунским полком пехоту, атаковал с выгодою неприятеля и лично подавал подчиненным пример храбрости.
За отличие в боях за Гейльсберг награждён золотой саблей «За храбрость». В июле 1806 года переведён в Псковский драгунский полк. С 28 сентября 1806 года назначен командиром этого полка. Вторично орденом Святого Георгия 4-го класса в 1807 году. 19 июля 1810 года переведён в Лифляндский драгунский полк. Принимал участие в Русско-турецкой войне (1806—1812).

В июле 1812 года назначен шефом Вятского пехотного полка, в составе 1-й бригады 22-й пехотной дивизии 1-го корпуса Ланжерона Дунайской (Молдавской) армии. Отличился в ночном нападении на Волковыск и при преследовании неприятеля до границы. Награждён 20 марта 1813 года орденом Святого Георгия 3-го класса 
в воздаяние отличного мужества и храбрости, оказанных в сражениях при преследовании французских войск с 25-го октября по 15-е ноября 1812 года.
 В 1813 году за арьергардные бои у Лютцена произведён 15 сентября 1813 года в генерал-майоры со старшинством от 29 апреля 1813 года.
Принимал участие в Сражении при Баутцене и под Лейпцигом, за что был удостоен ордена Святой Анны 1-й степени. Находился при блокаде Касселя. С 29 августа 1814 года состоял при начальнике 22-й пехотной дивизии. В период с 1815 по 1822 годы командовал 2-й бригадой 22-й пехотной дивизии и 2-й бригадой 1-й гусарской дивизии. 18 января 1824 года из-за болезни уволен в отставку с мундиром.
По выходе в отставку состоял лужским уездным предводителем дворянства. С 1837 по 1841 годы занимал пост орловского губернатора в чине действительного статского советника.
Умер 16 (28) июля 1849 года.

## Семья
Жена (с 16.07.1815) — Елизавета Максимовна фон Пребстинг, в первом браке была замужем (с 16.03.1794) за генерал-лейтенантом Акселем фон Ганом (ум. 1814), из немецкого рода Ган-Ган фон Ротерган, и имела восемь детей; ее внучки Елена Блаватская и Вера Желиховская. Дети от второго брака:
- Николай Николаевич (28.03.1816—04.03.1847), корнет, в марте 1841 года тайно обвенчался с Марией Петровной Ивановной (1817—1850-е), женой композитора М. И. Глинки, что вызвало большой скандал в обществе. Её развод с композитором тянулся долгие годы и к моменту брака с Васильчиковым еще не был оформлен. В 1846 году Синод постановил оставить ее навсегда безбрачной.
- Екатерина Николаевна (18.12.1818—17.03.1895), фрейлина двора, замужем за генерал-майором Дмитрием Николаевичем Ермоловым (1805—1872).

## Награды
- Орден Святой Анны 1-й степени
- Орден Святого Георгия 3-й степени
- Орден Святого Владимира 3-й степени
- Орден Святого Георгия 4-й степени
- Орден Святого Георгия 4-й степени
- Орден Святого Владимира 4-й степени
- Наградное оружие: Золотая сабля «За храбрость»

Иностранные:
- прусский Pour le Mérite
- прусский Орден Красного орла
- шведский Орден Меча 4-го класса